# Kevin Kuhn
Pour les articles homonymes, voir Kuhn.
Kevin Kuhn, né le 18 février 1998 à Chêne-Bougeries dans le canton de Genève, est un coureur cycliste suisse, spécialiste du cyclo-cross.

## Biographie
Membre de l'équipe Tormans CX Team entre 2020 et 2023, il remporte cette année-là la coupe du monde de cyclo-cross espoirs et la médaille d'argent aux championnats du monde espoirs. L'année suivante, il devient champion de Suisse et termine vainqueur de l'EKZ CrossTour. En 2021, il court également sur route au sein de l'équipe Nippo-Provence-PTS Conti.
Il monte sur son premier podium de Coupe du monde de cyclo-cross le 17 décembre 2022 en terminant troisième de l'épreuve de Val di Sole,.

## Palmarès en cyclo-cross
- 2014-2015
  - 2e du championnat de Suisse de cyclo-cross juniors
- 2015-2016
  -  Champion de Suisse de cyclo-cross juniors
  - 4e du championnat du monde de cyclo-cross juniors
  - 6e du championnat d'Europe de cyclo-cross juniors
- 2016-2017
  - 2e du championnat de Suisse de cyclo-cross espoirs
- 2017-2018
  - 2e du championnat de Suisse de cyclo-cross espoirs
- 2018-2019
  - 2e du championnat de Suisse de cyclo-cross espoirs
- 2019-2020
  -  Champion de Suisse de cyclo-cross espoirs
  - Classement général de la Coupe du monde espoirs
    - Coupe du monde de cyclo-cross espoirs #1, Berne
    - Coupe du monde de cyclo-cross espoirs #4, Namur
    - Coupe du monde de cyclo-cross espoirs #5, Heusden-Zolder

  -  Médaillé d'argent du championnat du monde de cyclo-cross espoirs
  - 7e du championnat d'Europe de cyclo-cross espoirs
- 2020-2021
  -  Champion de Suisse de cyclo-cross
  - Classement général de l'EKZ CrossTour
    - EKZ CrossTour #3, Hittnau

  - Internationales Radquer Steinmaur, Steinmaur
  - 10e de la Coupe du monde de cyclo-cross
- 2021-2022
  -  Champion de Suisse de cyclo-cross
  - Radcross Illnau, Illnau
  - 9e du championnat du monde de cyclo-cross
- 2022-2023
  - Radcross Illnau, Illnau
  - Swiss Cyclocross Cup #1, Mettmenstetten
  - Swiss Cyclocross Cup #5, Meilen
  - Internationales Radquer Steinmaur, Steinmaur
  - 3e du championnat de Suisse de cyclo-cross
  - 5e du championnat d'Europe de cyclo-cross
  - 7e de la Coupe du monde
- 2023-2024
  - Radcross Illnau, Illnau
  - Swiss Cyclocross Cup #1, Mettmenstetten
  - Swiss Cyclocross Cup #2, Steinmaur
  - 2e du championnat de Suisse de cyclo-cross
- 2024-2025
  -  Champion de Suisse de cyclo-cross